# Polish International 1999
Die Polish International 1999 im Badminton fanden vom 24. bis zum 28. März 1999 in Spała statt. Das Preisgeld betrug 30.000 US-Dollar, wodurch das Turnier als Ein-Sterne-Turnier im World Badminton Grand Prix 1999 geführt wurde.

## Austragungsort
- Olympic Sports Centre

## Medaillengewinner
| Disziplin    | Gold                             | Silber                            | Bronze                             |
| ------------ | -------------------------------- | --------------------------------- | ---------------------------------- |
| Herreneinzel | Rio Suryana                      | Richard Vaughan                   | Alvin Chew Ming Yao                |
| Herreneinzel | Rio Suryana                      | Richard Vaughan                   | Martin Hagberg                     |
| Dameneinzel  | Elena Nozdran                    | Ling Wan Ting                     | Chan Mei Mei                       |
| Dameneinzel  | Elena Nozdran                    | Ling Wan Ting                     | Ng Mee Fen                         |
| Herrendoppel | Michał Łogosz Robert Mateusiak   | Ma Che Kong Yau Tsz Yuk           | Manuel Dubrulle Vincent Laigle     |
| Herrendoppel | Michał Łogosz Robert Mateusiak   | Ma Che Kong Yau Tsz Yuk           | Henrik Andersson Fredrik Bergström |
| Damendoppel  | Ang Li Peng Chor Hooi Yee        | Victoria Evtushenko Elena Nozdran | Chan Mei Mei Louisa Koon Wai Chee  |
| Damendoppel  | Ang Li Peng Chor Hooi Yee        | Victoria Evtushenko Elena Nozdran | Natalja Esipenko Natalia Golovkina |
| Mixed        | Ma Che Kong Louisa Koon Wai Chee | Yau Tsz Yuk Chan Mei Mei          | Piotr Żołądek Kamila Augustyn      |
| Mixed        | Ma Che Kong Louisa Koon Wai Chee | Yau Tsz Yuk Chan Mei Mei          | Valerij Strelcov Natalia Golovkina |